# 明元密皇后
杜氏（？—420年），魏郡邺县（今河北省邯郸市临漳县）人，追尊镇东大将军、阳平景王杜豹之女，北魏明元帝拓跋嗣的妃子，北魏太武帝拓跋焘生母。
拓跋嗣做齐王时她被纳为妾，最初曾得他喜欢，天赐五年（408年）生了长子拓跋焘。拓跋嗣即位，封她为贵嫔。
泰常五年（420年），按照子贵母死的制度，魏明元帝赐死了杜贵嫔，谥号密贵嫔，葬云中金陵。拓跋焘即位，尊封密皇后，配享太庙。

## 延伸阅读
[在维基数据编辑]
 《魏書/卷13》，出自魏收《魏书》
 《北史/卷013》，出自李延壽《北史》